# 棘小鸟蛤
是帘蛤目鸟尾蛤科饰线鸟蛤属的一种。主要分布于中国大陆、台湾，常栖息在浅海沙底。